# القصر الرئاسي (أثينا)
القصر الرئاسي في أثينا (بالإنجليزية: Presidential Mansion, Athens)‏ هو القصر الرئاسي الذي يُقيم فِيه رئيس اليونان، ويقع في أثينا عاصمة جمهورية اليونان.
كان سابقاً يُعرف بالقصر الملكي (والآن كثيراً ما يعرف باسم القصر الملكي الجديد)، وذلك حتى إلغاء النظام الملكي في استفتاء في عام 1974.

## التاريخ
قرار بناء المبنى الذي يستخدم حالياً كقصر رئاسي جاء في عام 1868. في تلك السنة، ابن الملك جورج الأول، قسطنطين الأول ملك اليونان وريث العرش، وعند ولادته قررت الدولة اليونانية تقديم مَسكن خاص له. وبعد مُرور إحدى عشرين عاماً عندما تزوج قسطنطين الأميرة صوفيا من بروسيا، خصصت الدولة المبنى كـ«قصر ولي العهد» وبدأ التخطيط لإنشائه، وأصبح المبنى معروف بـ إرنست زيلر.
بدأ البناء في 1891 وانتهى بعد ست سنوات في عام 1897.